# Olimarao
Atol Olimarao je nenaseljeni atol s kopnenom površinom od 0,2 km2 u državi Yap u Saveznim Državama Mikronezije. Nalazi se 36 kilometara sjeverozapadno od Elata i 860 kilometara jugoistočno od otoka Yap. Olimarao administrativno pripada Elatu .

## Geografija
Atol je dug oko 5 km, a širok 3 km, s površinom od 11 km 2. Laguna ima površinu od oko 6 km 2 a dva ulaza u nju se naklaze na južnim rubovima grebena. 

### Otoci
Na grebenu se nalaze samo dva mala otočića (Motus), ukupne površine 0,2 km 2 (20 hektara): 
- Olimarao, koji se nalazi na SI kraju grebena je najveći
- Falipi u jugozapadnom kutu površine je samo 2,4 ha

Oba otoka imaju kokosove palme, među ostalim raslinjem, poput grmlja Scaevola taccada .

## Ekologija
Cijeli atol dio je zaštićenog područja Olimarao. Ova zona je namijenjena za zaštitu mjesta razmnožavanja morskih kornjača, kokosovih rakova i pelagičnih ptica . 

## Vanjske poveznice
- Marine World Database
- Report of the German South Pacific Expedition 1908-1910
- Polynesia-Micronesia Biodiversity Hotspot  Arhivirana inačica izvorne stranice od 12. prosinca 2018. (Wayback Machine)